# 愛知県道29号弥富名古屋線

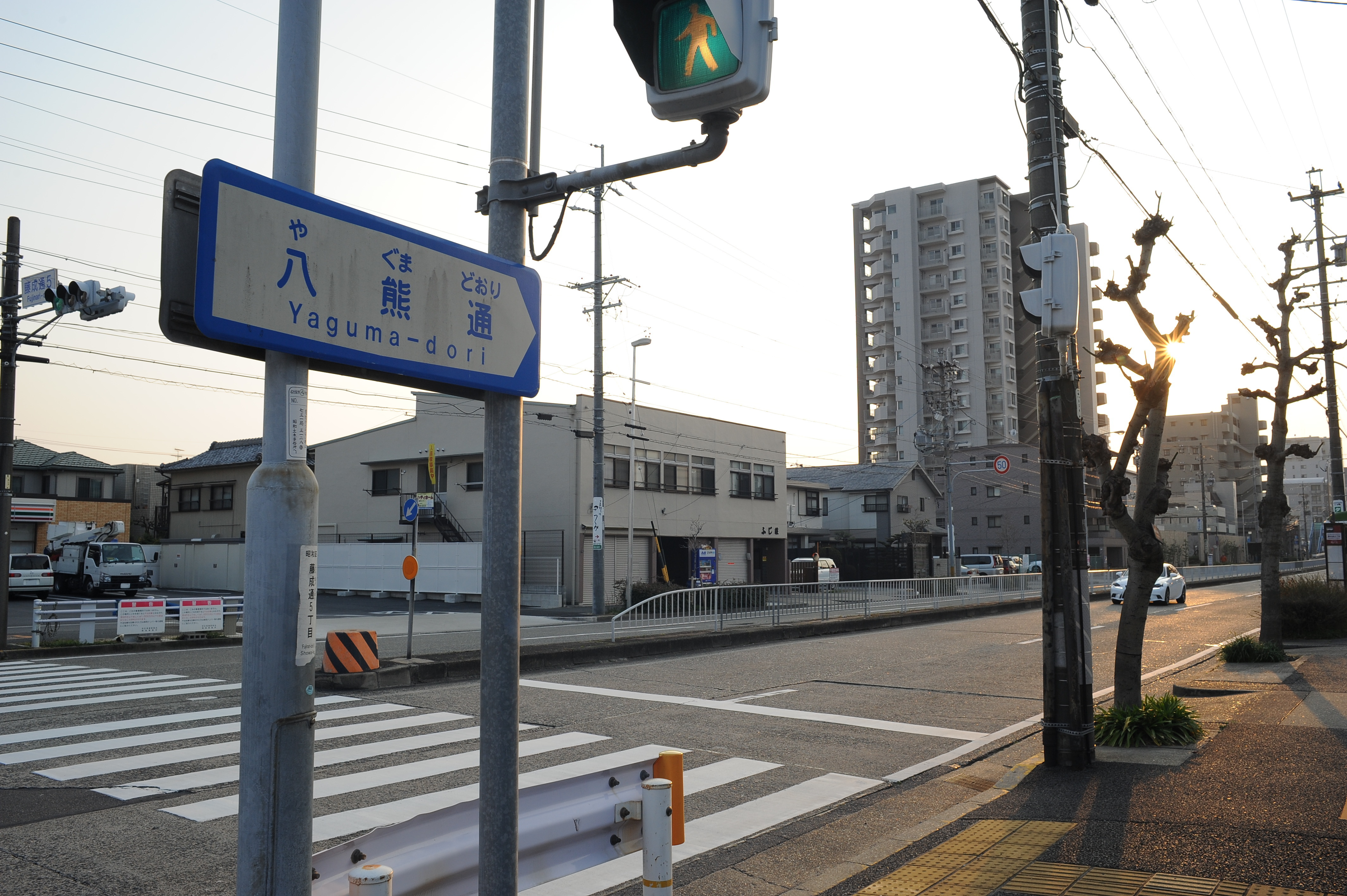
県道29号（八熊通）終点（愛知県名古屋市昭和区藤成通）

愛知県道29号弥富名古屋線（あいちけんどう29ごう やとみなごやせん）は、愛知県弥富市から海部郡蟹江町を経由し、名古屋市昭和区に至る主要地方道である。

## 概要

### 路線データ
- 起点：愛知県弥富市鯏浦町[2]（国道1号交点）
- 終点：愛知県名古屋市昭和区[2]
- 延長：約20 km[2]

## 歴史

### 年表
- 1959年（昭和34年）12月15日：認定[1]
- 1994年（平成6年）4月1日：主要地方道昇格に伴い整理番号を110から29へ変更。
- 2008年（平成20年）4月20日：愛知県名古屋市中川区供米田から榎光橋までの区間（556 m）が供用開始となった[3][4]。

## 路線状況

### 通称
- 篠原橋通（名古屋市中川区）
- 八熊通（名古屋市中川区、熱田区、昭和区）
- 滝子通（名古屋市昭和区）
- 藤成通（名古屋市昭和区）

### 道路施設
- 榎光橋：1988年（昭和63年）3月に完成した[5]。

## 地理

### 通過する自治体
- 愛知県
  - 弥富市
  - 愛西市
  - 海部郡蟹江町
  - 名古屋市（中川区 - 熱田区 - 昭和区）

### 接続する道路
- 国道1号・愛知県道105号富島津島線（弥富幹部交番前交差点）

この間に未開通区間あり
- 愛知県道462号大藤永和停車場線（大野字茶木交差点）
- 愛知県道516号平和蟹江線（蟹江町大字蟹江新田字古新田地内）
- 愛知県道65号一宮蟹江線（西尾張中央道）（学戸交差点）
- 愛知県道114号津島蟹江線（大野字茶木交差点 - 東河原交差点で重複）
- 愛知県道103号境政成新田蟹江線（蟹江本町交差点 - 今交差点で重複）
- 国道302号（名古屋環状2号線）（供米田中北交差点）
- 愛知県道59号名古屋中環状線（榎光橋西交差点）
- 名古屋市都市計画道路万場藤前線（助光交差点）
- 愛知県道106号鳥ヶ地名古屋線（新前田橋東交差点）
- 愛知県道229号八田停車場線（野田2丁目交差点）
- 愛知県道107号中川中村線（野田1丁目交差点-八熊通交差点で重複）
- 名古屋市道名古屋環状線（松葉公園交差点）
- 名古屋市道江川線（八熊通交差点）
- 国道19号（伏見通）（新尾頭交差点）
- 大津通（沢上交差点）
- 名古屋市道堀田高岳線（空港線）（高辻交差点）
- 名古屋市道名古屋環状線（桜山交差点）
- 愛知県道30号関田名古屋線（檀渓通4丁目交差点）

### 沿線
- JR関西本線 弥富駅・永和駅・蟹江駅
- 近鉄名古屋線 近鉄弥富駅、伏屋駅
- 日光川（観音寺橋）
- ジャンボエンチョー蟹江店
- ケーズデンキ中川富田店
- ユニクロ中川富田店
- DCM中川富田店
- フィール富田店
- 名古屋市立富田高等学校
- 新川（榎光橋）
- 庄内川（新前田橋）
- 名古屋市営地下鉄東山線 高畑駅
- 中川区役所
- 名古屋臨海高速鉄道あおなみ線 荒子駅
- 中川運河（篠原橋）
- イオンモール熱田
- 名古屋市営地下鉄桜通線 桜山駅
- 昭和郵便局
- 名古屋市立大学病院